# Uhm Ji-won
Uhm Ji-won (née le 25 décembre 1977) est une actrice sud-coréenne.

## Carrière
Uhm Ji-won fait ses débuts à la fin des années 1990, et après un petit rôle dans la tokusatsu sud-coréenne Vectorman, est apparue dans un certain nombre de films et de séries télévisées. En 2004, elle apparaît aux côtés de Han Suk-kyu et Lee Eun-ju dans The Scarlet Letter et reçoit une nomination aux Blue Dragon Film Awards en tant Meilleure actrice dans un second rôle.
En 2005, Uhm joue le premier rôle dans le film de Hong sang-soo, Conte de Cinéma, et est félicitée pour « son interprétation pleine d'émotions et de nuance » dans le rôle de Choi Young-shil. Le film l'oblige à effectuer sa première scène de nu, et plus tard, elle fait remarquer que « Après s'être déshabillée devant la caméra, j'ai senti que je pourrais jouer tous les rôles ».
Uhm joue aux côtés de Yoo Ji-tae et Kim Ji-soo en 2006, dans le film Traces of Lover, où elle incarne une survivante de l'effondrement du grand magasin Sampoong de 1995 qui souffre toujours d'un traumatisme psychologique plusieurs années plus tard. Elle se prépare pour le rôle en étudiant les actualités et les documentaires de l'événement, ainsi qu'en lisant des textes de psychologie. Uhm est de nouveau nommée comme Meilleure actrice dans un second rôle aux Blue Dragon Film Awards, et gagne plus tard le prix de la Meilleure actrice dans un second rôle aux Chunsa Film Art Awards.
Après un caméo dans le western de Kim Jee-woon en 2008, Le Bon, la Brute et le Cinglé, et un rôle de premier plan dans un film d'art et d'essai de Hong Sang-soo, Les Femmes de mes amis, elle tourne dans son premier film d'époque, L'Œil du privé,. Uhm retourne à rôles plus légers en 2010 avec la série télévisée et comédie romantique The Woman Who Still Wants to Marry.
En 2011, Uhm apparait dans un épisode du Troisième Œil de la BBC World. L'épisode en huit partie s'intéresse à la Corée du Sud est entrecoupé par des entretiens avec Uhm qui donne son avis sur la culture, les films coréens et le hallyu. L'épisode présente également des morceaux de son film de 2010, Foxy Festival. Uhm, qui interviewée en Corée, fut choisi pour ses impressionnants talents d'actrice, son charme naturel et sa maîtrise de l'anglais selon les producteurs.
De 2012 à 2013, elle joue dans les drames familiaux du scénariste télévisuel Kim Soo-hyun, Childless Comfort et Thrice Married Woman,. Ce rôle est suivi par sa performance dans la comédie de gangsters Man on the Edge.
Uhm joue la mère d'une enfant agressé sexuellement dans Wish ; elle dit que c'est le premier film où elle s'est laissée aller, le considérant comme sa meilleure performance. Uhm remporte le prix de la Meilleure Actrice des Korean Association of Film Critics Awards, et reçoit des nominations pour le même prix aux Blue Dragon Film Awards et aux Baeksang Arts Awards. C'est suivi par un thriller, The Silenced,, et le thriller fantastique The Phone. Son rôle dans le drame Missing, lui fait remporter le prix de la Meilleure Comédienne aux Women in Fim Korea Awards. Uhm joue ensuite dans le film d'action Master.
En 2017, Uhm fait son retour sur le petit écran dans le thriller juridique de SBS Distorted, jouant une procureure de la république. La même année, elle est choisie pour jouer dans la comédie Strange Family.
En janvier 2019, Uhm sera le personnage principal de la comédie dramatique Spring Must Be Coming.

## Vie personnelle
Uhm commence à fréquenter l'architecte Oh Young-wook en 2013 ; Oh est le fondateur de la firme d'architecture ogisadesign d'espacio architectes (oddaa), et a publié plusieurs livres sur le voyage et l'art,. Ils se sont mariés le 27 mai 2014 à l'Hôtel Shilla de Séoul,,,.

## Filmographie

### Film
| Année | Titre                         | Rôle                           |
| ----- | ----------------------------- | ------------------------------ |
| 1999  | Vectorman                     | La Princesse Radia             |
| 2000  | The Record                    | La sœur aînée                  |
| 2002  | Over the Rainbow              | Kim Eun-seong                  |
| 2003  | Mutt Boy                      | Kim Jeong-ae                   |
| 2004  | The Scarlet Letter            | Han Su-hyeon                   |
| 2005  | Conte de Cinéma               | Choi Young-shil                |
| 2006  | Running Wild                  | Kang Joo-hee                   |
| 2006  | Traces of Love                | Yun Se-jin                     |
| 2007  | Epitaph                       | Professeur de la fille (cameo) |
| 2007  | Scout                         | Kim Se-young                   |
| 2008  | Le Bon, la Brute et le Cinglé | Na-yeon (cameo)                |
| 2009  | The End (court-métrage)       |                                |
| 2009  | Private Eye                   | Soon-deok                      |
| 2009  | Les Femmes de mes amis        | Gong Hyeon-hee                 |
| 2009  | Invitation (court-métrage)    | Femme                          |
| 2010  | Romantic Debtors              | Kim Mu-ryeong                  |
| 2010  | Foxy Festival                 | Ji-su                          |
| 2013  | Man on the Edge               | Myeong Bosal                   |
| 2013  | Wish                          | Kim Mi-hee                     |
| 2015  | The Silenced                  | Directrice                     |
| 2015  | The Phone                     | Jo Yeong-soo                   |
| 2016  | Missing                       | Ji-sun                         |
| 2016  | Master                        | Shin Gemma                     |
| 2018  | Strange Family                | Nam-joo                        |

### Série télévisée
| Année | Titre                                        | Rôle                            | Réseau |
| ----- | -------------------------------------------- | ------------------------------- | ------ |
| 1998  | 공포의 눈동자 (épisode: 납량특선 8부작 (ko)) |                                 | SBS    |
| 1998  | 아니 벌써                                    |                                 | MBC    |
| 1999  | Vectorman                                    | La Princesse Radia              | KBS2   |
| 2000  | Three Friends                                | Uhm Ji-won (invitée, épisode 1) | MBC    |
| 2002  | Golden Wagon                                 | Hwang Soon-jung                 | MBC    |
| 2004  | Into the Storm                               | Oh Jung-hee                     | SBS    |
| 2004  | Magic                                        | Ha Yeon-jin                     | SBS    |
| 2008  | On Air                                       | Elle-même (épisode 5)           | SBS    |
| 2010  | The Woman Who Still Wants to Marry           | Jung Da-jung                    | MBC    |
| 2011  | Sign                                         | Jung Woo-jin                    | SBS    |
| 2012  | Can Love Become Money?                       | Yoon Da-ran                     | MBN    |
| 2012  | Childless Comfort                            | Ahn So-young                    | jTBC   |
| 2013  | Thrice Married Woman                         | Oh Hyun-soo                     | SBS    |
| 2017  | Distorted                                    | Kwon So-ra                      | SBS    |
| 2019  | Spring Must Be Coming                        | Lee Bom                         | MBC    |

### Spectacle de variété
| Année     | Titre                    | Réseau | Notes        |
| --------- | ------------------------ | ------ | ------------ |
| 2008-2010 | TV Entertainment Tonight | SBS    | MC           |
| 2010      | Road for Hope            | KBS    | documentaire |

### Vidéo de musique
| Année | Le titre de la chanson          | Artiste                  |
| ----- | ------------------------------- | ------------------------ |
| 2007  | "Au revoir" (en coréen : 안녕)  | KCM                      |
| 2009  | "Labyrinthe" (en coréen : 미로) | Pearl (en coréen : 진주) |

## Comédie musicale
| Année | Titre                   | Rôle    | Réf. |
| ----- | ----------------------- | ------- | ---- |
| 2009  | Our Sweet Days of Youth | Hye rin | ,    |

## Prix et nominations
| Année | Prix                                          | Catégorie                                                          | Nomination de travail  | Résultat   | Réf.   |
| ----- | --------------------------------------------- | ------------------------------------------------------------------ | ---------------------- | ---------- | ------ |
| 2003  | 24e Blue Dragon Film Awards                   | Meilleure Nouvelle Actrice                                         | Mutt Boy               | Nomination |        |
| 2004  | 25e Blue Dragon Film Awards                   | Meilleure actrice dans un second rôle                              | The Scarlet Letter     | Nomination | [ 2 ]  |
| 2006  | 27e Blue Dragon Film Awards                   | Meilleure actrice dans un second rôle                              | Traces of Love         | Nomination | [ 6 ]  |
| 2007  | 15e Chunsa Film Art Awards                    | Meilleure actrice dans un second rôle                              | Traces of Love         | Lauréat    | [ 7 ]  |
| 2008  | 5e Maxmovie Awards                            | Meilleure actrice dans un second rôle                              | Scout                  | Lauréat    | [ 36 ] |
| 2009  | 18e Buil Film Awards                          | Meilleure actrice dans un second rôle                              | Les Femmes de mes amis | Nomination |        |
| 2010  | 18e Korean Culture and Entertainment Awards   | Prix d'Excellence ; Meilleure actrice dans un film                 | Romantic Debtors       | Lauréat    | [ 37 ] |
| 2011  | 3e Asie Jewelry Awards                        | Prix Saphir                                                        | NC                     | Lauréat    |        |
| 2011  | SBS Drama Awards                              | Prix d'Excellence ; Actrice dans un Drame                          | Sign                   | Nomination |        |
| 2013  | 22e Buil Film Awards                          | Meilleure actrice dans un second rôle                              | Man on the Edge        | Nomination |        |
| 2013  | 50e Grand Bell Awards                         | Meilleure actrice dans un second rôle                              | Man on the Edge        | Nomination |        |
| 2013  | 34e Blue Dragon Film Awards                   | Meilleure Actrice                                                  | Wish                   | Nomination |        |
| 2013  | 33e Korean Association of Film Critics Awards | Meilleure Actrice                                                  | Wish                   | Lauréat    | [ 38 ] |
| 2013  | Korean Film Actor's Association               | Top Film Star Award                                                | Wish                   | Lauréat    | [ 39 ] |
| 2014  | 50e Baeksang Arts Awards                      | Meilleure Actrice                                                  | Wish                   | Nomination |        |
| 2014  | 51e Grand Bell Awards                         | Meilleure Actrice                                                  | Wish                   | Nomination | [ 40 ] |
| 2014  | SBS Drama Awards                              | Prix d'Excellence ; Meilleure actrice dans une Série Dramatique    | Thrice Married Woman   | Nomination |        |
| 2016  | 36e Golden Cinema Festival                    | Meilleure Actrice                                                  | The Phone              | Lauréat    | [ 41 ] |
| 2016  | 21e Chunsa l'Art du Film Awards               | Meilleure actrice dans un second rôle                              | The Silenced           | Lauréat    | [ 42 ] |
| 2016  | 52e Baeksang Arts Awards                      | Meilleure actrice dans un second rôle (film)                       | The Silenced           | Nomination |        |
| 2017  | 18e Women in Film Korea Awards                | Meilleure Actrice                                                  | Missing                | Lauréat    | [ 43 ] |
| 2017  | SBS Drama Awards                              | Prix d'Excellence ; Meilleure actrice dans un drama du lundi-mardi | Distorted              | Nomination |        |
| 2018  | 7e Marie Claire Film Awards                   | Prix Marie-Claire                                                  | Missing                | Lauréat    |        |